# Casa desolada
Casa desolada (Bleak House) es la novena novela de Charles Dickens, publicada en veinte entregas mensuales entre marzo de 1852 y septiembre de 1853. 

## Análisis literario
Dickens utiliza para labrar su novela un narrador en primera persona, la heroína, Esther Summerson, y un narrador omnisciente. Entre los personajes se encuentran el abogado Tulkinhorn, el encantador pero depresivo John Jarndyce y el infantil Harold Skimpole. La trama se refiere a una larga disputa legal (Jarndyce y Jarndyce) que tiene consecuencias de largo alcance para todos los involucrados. El ataque de Dickens contra el sistema judicial inglés está en parte basado en su propia experiencia como empleado de leyes. Su representación dura del proceder lento y anticuado de la Cancillería da voz a la amplia frustración con el sistema, y es con frecuencia considerada como una ayuda a que finalmente fuera reformado en la década de 1870. De hecho, Dickens escribe mientras la Cancillería está siendo reformada, sus referencias a instituciones abolidas en 1842 y 1852 hace pensar que la obra en realidad fue escrita con anterioridad a 1842. De todos modos, se podría discutir si esta datación es consistente con algunos de los temas de la novela.

## Personajes y lugares
Como es habitual en él, Dickens toma muchos personajes y lugares reales, pero los transforma en su novela. La filantrópica Señora Jellyby, que se preocupa de proyectos lejanos mientras olvida sus tareas con su propia familia, es una crítica a las activistas feministas como Caroline Chisholm. Mucha gente opina que el "infantil" pero claramente inmoral personaje de Harold Skimpole es un retrato de Leigh Hunt pero siempre fue negado por Dickens. El señor Bouythorn, amigo del señor Jarndyce, está basado en el escritor Walter Savage Landor. La novela incluye también uno de los primeros detectives que aparecen en la ficción inglesa, el señor Bucket. Este personaje está probablemente basado en el inspector Charles Frederick Field del entonces recientemente creado Departamento de Detectives de Scotland Yard. Dickens escribió varios artículos periodísticos sobre el inspector y el trabajo de los detectives en Household Words.

## Protagonistas
- Esther Summerson — La heroína y narradora de parte de la historia, criada como huérfana al ser desconocida la identidad de sus padres.
- Richard Carstone — Un pupilo del pleito Jarndyce y Jarndyce. Un personaje bastante simple pero inconstante que cae bajo la maldición del caso Jarndyce y Jarndyce.
- Ada Clare — Una pupila del caso Jarndyce y Jarndyce. Una buena chica, mejor amiga de Esther, que se enamora de Richard Carstone.
- John Jarndyce — Parte en el caso Jarndyce y Jarndyce, tutor de Richard, Ada y Esther, y propietario de Casa Desolada. Un buen hombre aunque deprimido, sobre todo cuando sopla el "viento del este" y se ve obligado a retirarse a su Gruñidero.